# 1,5-Ciclooctadieno
El 1,5-ciclooctadieno es un compuesto orgánico con la fórmula química C8H12 y es uno de los isómeros posibles del ciclooctadieno, generalmente abreviado como COD o cod. Este dieno es un precursor para sintetizar otros compuestos orgánicos y sirve como ligando en la química organometálica.

## Síntesis
El 1,5-ciclooctadieno puede ser preparado por dimerización del butadieno en presencia de un catalizador de níquel, obteniéndose comon subproducto el vinilciclohexeno. Aproximadamente se produjeron 10 000 toneladas de este producto en el año 2005.

## Reacciones orgánicas
El COD reacciona con borano para dar 9-borabiciclo[3.3.1]nonano, comúnmente conocido como 9-BBN, un reactivo de química orgánica utilizado en hidroboraciones:
El COD se añade a dicloruro de azufre SCl2 (o reactivos similares) para dar 2,6-dicloro-9-tiabiciclo[3.3.1]nonano:
El dicloruro resultante se puede modificar posteriormente como derivado di-azida o di-ciano en una sustitución nucleófila con la ayuda de asistencia anquimérica.

## Complejos metálicos
Se puede usar 1,5-COD como ligando quelante bidentado intermedio en complejos de metales de transición. Éste se une normalmente a metales de valencia baja a través de los dos grupos alqueno uniéndose el centro metálico sobre ambos enlaces dobles. Como el 1,5-COD puede sustituirse fácilmente por otros ligandos, es el motivo por el cual los complejos de COD pueden servir como materiales de partida para la síntesis de múltiples complejos. Por ejemplo, el complejo de Ni(COD)2 es un precursor de varios complejos de níquel(0) y de Ni(II). Los complejos metálicos de COD son atractivos porque son lo suficientemente estables como para ser aislados, siendo a menudo más robustos que los complejos de etileno relacionados. La estabilidad de los complejos de COD es atribuible al efecto quelato. Los ligandos COD son fácilmente desplazados por otros ligandos, tales como las fosfinas.

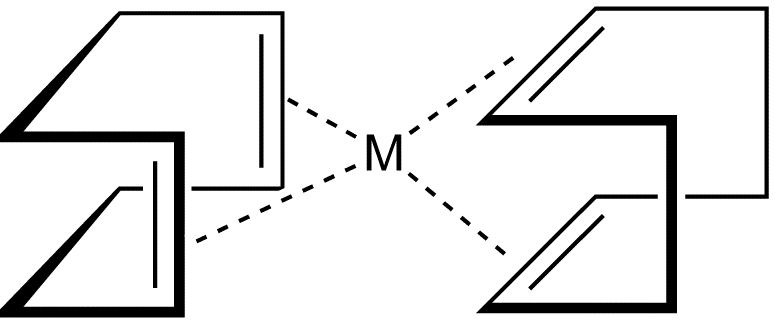
Estructura de M(cod)_{2} para M = Ni, Pd, Pt.

El complejo Ni(COD)2 es preparado por reducción de acetilacetonato de níquel anhidro en presencia del ligando, utilizando trietilaluminio
1/3 [Ni(C5H7O2)2]3  +  2 COD  +  2 Al(C2H5)3  →  Ni(COD)2  +  2 Al(C2H5)2(C5H7O2)  +  C2H4  +  C2H6
El compuesto similar Pt(COD)2 se prepara por una vía más compleja con la participación de ciclooctatetraeno de dilitio:
Li2C8H8  +  PtCl2(COD)  +  3 C7H10 → [Pt(C7H10)3] +  2 LiCl  +  C8H8  +  C8H12
Pt(C7H10)3 + 2 COD  →  Pt(COD)2  +  3 C7H10
Se han elaborado muchos trabajos sobre los complejos de COD, gran parte de los cuales han aparecido en la revista Inorganic Syntheses. El complejo de platino se ha utilizado en muchas síntesis:
{\displaystyle \mathrm {Pt(COD)_{2}\ +\ 3\ C_{2}H_{4}\leftrightharpoons \ Pt(C_{2}H_{4})_{3}\ +\ 2\ COD} }
Los complejos de COD son útiles como materiales de partida, un ejemplo notable es la reacción:
{\displaystyle \mathrm {Ni(COD)_{2}\ +\ 4\ CO\leftrightharpoons \ Ni(CO)_{4}\ +\ 2\ COD} }
El producto Ni(CO)4 es altamente tóxico, por lo que es ventajoso producirlo en el recipiente de reacción en lugar de ser dispensados directamente. Otros complejos de COD con metales de bajo estado de oxidación son Mo(COD)(CO)4, [RuCl2(COD)]n, y Fe(COD)(CO)3. El COD es de especial importancia en la química de coordinación del rodio(I) y del iridio(I), siendo ejemplos el catalizador de Crabtree y el dímero cloruro de ciclooctadienorodio. Se conocen complejos planos cuadrados del tipo [M(COD)2]+ (donde M = Rh, Ir).

## (E,E)-COD

Síntesis de E,E-COD (Stöckmann et al. 2011)

El isómero trans-trans del 1,5-ciclooctadieno, de elevada tensión estructural, es un compuesto conocido. (E,E)-COD fue sintetizado por primera vez por George M. Whitesides y Arthur C. Cope en 1969 por fotoisomerización del compuesto cis. Otra síntesis (reacción de doble eliminación de un anillo ciclooctano) fue realizada por Rolf Huisgen en 1987. La conformación molecular de (E,E)-COD está retorcida en lugar de tener la estructura tipo silla. El compuesto ha sido investigado como un mediador en química click.